# بيل وارد (لاعب كرة قدم أمريكية)
بيل وارد (بالإنجليزية: Bill Ward)‏ هو لاعب كرة قدم أمريكية أمريكي، ولد في 19 فبراير 1921 في سيكيم في الولايات المتحدة، وتوفي في 3 ديسمبر 1992.

## وصلات خارجية
- بيل وارد على موقع مرجع كرة القدم المحترفة.كوم (الإنجليزية)